# Юлия Солнцева
Юлия Иполитовна Солнцева (на руски: Юлия Ипполитовна Солнцева) е руска актриса и режисьор.

## Биография
Родена е на 7 август (25 юли стар стил) 1901 година в Москва. Кариерата си в киното започва с изпълнението на главната роля във филма „Аелита“ („Аэлита“, 1924). Омъжена за известния режисьор Александър Довженко, през следващите години тя работи главно съвместно в него, включително като сърежисьор на някои негови филми. За своя филм „Повесть пламенных лет“ (1961) получава наградата за режисура на Фестивала в Кан.
Юлия Солнцева умира на 28 октомври 1989 година в Москва.